# Midori Days - Midori no hibi
Midori Days - Midori no hibi (美鳥の日々?, Midori no hibi, lett. "I giorni di Midori") è un manga scritto e disegnato da Kazurou Inoue, serializzato in Giappone sulla rivista Weekly Shōnen Sunday dal 25 settembre 2002 al 15 novembre 2004 e raccolto in 8 volumi tankōbon. La serie segue un ragazzo di nome Seiji Sawamura, che un giorno si ritrova la mano destra sostituita con una ragazza chiamata Midori Kasugano e i suoi tentativi di riportarla al suo vero corpo.
Nel 2004 la serie è stata adattata in una serie televisiva anime di 13 episodi prodotta da Pierrot.

## Trama
Seiji Sawamura è lo studente più forte della sua scuola e con il suo fortissimo braccio destro è in grado di mettere al tappeto qualsiasi avversario. A causa dei continui combattimenti cui si sottopone il suo rendimento scolastico è molto basso e solo pochi compagni lo considerano un idolo, da tutti gli altri viene considerato un vero teppista, cosa che tra l'altro non gli permette di trovare una ragazza. Una però, Midori Kasugano (che frequenta una diversa scuola), di nascosto, lo stima e lo ama, anche se non riesce a dichiararsi. Preso dalla disperazione per i continui insuccessi amorosi, Seiji dirà di essersi rassegnato ad invecchiare unicamente con la sua mano destra come compagna di vita. La mattina dopo però, quando si sveglia, avrà una sorpresa incredibile: al posto della sua mano destra ora si trova una Midori in miniatura (viva e identica all'originale).

## Personaggi

### Personaggi principali
Irina Kasugano (春日野 美鳥?, Kasugano Midori)
Doppiata da: Mai Nakahara (ed. giapponese), Gemma Donati (ed. italiana)
Una ragazza di 16 anni che diventa la mano destra di Seiji, di cui ha una cotta da tre anni. Un giorno esprime il desiderio di stare con lui, e si ritrova in versione miniatura a sostituire la mano destra del ragazzo, che però è considerata problematica poiché ritenuta la "mano destra del diavolo" con cui solitamente colpisce. Il vero corpo di Midori è in coma e sua madre cerca in ogni modo di risvegliarla.
Flavio Sawamura (沢村 正治?, Sawamura Seiji)
Doppiato da: Kishō Taniyama, Chiwa Saitō (da bambino) (ed. giapponese), Manuel Meli e Monica Ward
(da bambino) (ed. italiana)
Uno studente delinquente di 17 anni temuto per le sue capacità di combattimento. Seiji combatte per proteggere i deboli usando la sua potente "mano destra del diavolo" ed è soprannominato "Cane pazzo" Sawamura. Tuttavia il continuare a combattere lo rende temuto da tutti, comprese le ragazze. Ha passato diciassette anni senza essersi mai fidanzato con una ragazza e ne desidera disperatamente una.

### Personaggi secondari
Takako Ayase (綾瀬 貴子?, Ayase Takako)
Doppiata da: Eri Kitamura (ed. giapponese), Letizia Ciampa (ed. italiana)
La rappresentante della classe di Seiji. Inizialmente lo detestava, ma dopo che quest'ultimo l'ha salvata da una banda di delinquenti, inizia segretamente a provare qualcosa per lui. Tutti i suoi piani atti a confessare i suoi sentimenti però falliscono per via dell'inconsapevolezza di Seiji o per altre circostanze.
Rin Sawamura (沢村 凛?, Sawamura Rin)
Doppiata da: Atsuko Yuya, Mikako Takahashi (da bambina) (ed. giapponese), Ilaria Latini, Patrizia Mottola (da bambina) (ed. italiana)
La violenta sorella maggiore di Seiji. È l'ex leader di una potente banda di strada e i suoi hobby preferiti sono bere, pestare Seiji e prendersi la sua paghetta. È stata lei a insegnargli a combattere quando erano bambini.
Kouta Shingyoji (真行寺 耕太?, Shingyōji Kōta)
Doppiato da: Rie Kugimiya (ed. giapponese), Domitilla D'Amico (ed. italiana)
Un amico d'infanzia di Midori che frequenta anche lui il primo anno delle scuole superiori Ogurabashi. È da sempre innamorato di Midori, ma nel corso della serie riesce a sviluppare dei sentimenti per Seiji, il che rende la Midori in miniatura estremamente nervosa.
Osamu Miyahara (宮原 オサム?, Miyahara Osamu)
Doppiato da: Hirofumi Nojima
Uno studente di un anno più giovane della scuola di Seiji. Idolatra quest'ultimo per le sue abilità di combattimento ed è probabilmente la persona che più si avvicina ad essere un amico per Seiji prima che arrivasse la Midori in miniatura. Non riesce a stare lontano da guai poiché viene costantemente catturato dalle bande rivali che lo tengono in ostaggio.
Shuichi Takamizawa (高見沢 修一?, Takamizawa Shūichi)
Doppiato da: Yūji Ueda (ed. giapponese), Flavio Aquilone (ed. italiana)
Un compagno di classe di Seiji che è un otaku delle bambole. Porta sempre con sé una bambola di un personaggio immaginario di un anime chiamato Ultra-Marin e sembra avere un'ossessione inquietante per il personaggio. È anche bravo a realizzare vestiti per bambole, tanto che dopo aver scoperto il segreto di Seiji, finirà per ampliare il guardaroba della Midori in miniatura.
Shiori Tsukishima (月島 栞?, Tsukishima Shiori)
Doppiata da: Yukari Tamura (ed. giapponese), Perla Liberatori (ed. italiana)
Una vicina di casa di Seiji di 10 anni che ha una cotta per lui. Cerca in più modi di attirare la sua attenzione, arrivando addirittura a chiedere a Rin che tipo di donna piace a Seiji. Tuttavia il ragazzo non prende mai sul serio le sue avances poiché la tratta come una bambina.
Haruka Kasugano (春日野 遥?, Kasugano Haruka)
Doppiata da: Sayaka Ōhara
La madre di Midori che è preoccupata per la figlia dopo che quest'ultima è andata in coma. Haruka è disposta a fare qualsiasi cosa per curarla dalla sua malattia. È molto triste per lo stato attuale della figlia e cerca più volte di risvegliarla.

### Altri personaggi
Lucy Winladd (ルーシィ·ウィンラッド?, Rūshii Winraddo)
È una studentessa statunitense che si è trasferita al liceo di Seiji (più precisamente nella classe di Miyahara). Ama la cultura pop giapponese, in particolare i film sui samurai, e ammira Seiji perché lo vede come un uomo giapponese ideale.
Nao Makinoha (槙葉奈緒?, Makinoha Nao)
Una ragazza silenziosa e misteriosa nella classe di Seiji. Ama i fenomeni strani e quindi si interessa alla mano destra trasformata di Seiji. Tende ad apparire nei momenti più strani e inaspettati, il che spaventa Seiji.
Shiro Makinoha (槙葉 史郎?, Makinoha Shirō)
Il padre di Nao che è un medico. Tenta sempre di catturare Seiji in modo da poterlo sezionare per mostrare Midori alla comunità medica e ottenere fama dalle sue scoperte. I suoi tentativi di cattura vengono solitamente sventati da Nao, sebbene ciò in alcune occasioni sono gli stessi Seiji e Midori a farlo.
Hisashi Sakisaka (向坂久?, Sakisaka Hisashi)
Il fidanzato di Rin, che è un cacciatore di tesori e ama viaggiare per il mondo. Le sue continue sparizioni dovute ai viaggi che vuole svolgere finiscono immancabilmente per infastidire Rin.
Miku Nekobe (猫部 美紅?, Nekobe Miku)
È la leader degli Angeli Cremisi, una banda tutta al femminile che molesta e mette costantemente in imbarazzo Kouta (in particolare vestendolo con abiti femminili). Nonostante ciò, ha un debole per il ragazzo e in seguito lo aiuta quando cerca di separare Seiji e Midori.
Yukina Asano (浅野 ゆきな?, Asano Yukina)
È stata la prima fidanzatina di Seiji durante l'infanzia. Era diventata sua amica quando avevano entrambi 10 anni, ma siccome lei dovette trasferirsi, non si sono visti per sette anni fino a un incontro casuale in un luogo di reciproca memoria per entrambi.
Rina Kamaki (鎌木 梨奈?, Kamaki Rina)
Una delle migliori e più popolari studentesse della scuola di Seiji nonché la figlia del presidente di una società commerciale. Grazie alla sua popolarità, si è guadagnata il soprannome non ufficiale di kamakiri fujin (lett. "mantide religiosa").

## Media

### Manga
Il manga è stato scritto da Kazurou Inoue e serializzato sulla rivista settimanale Weekly Shōnen Sunday edita da Shogakukan dal 25 settembre 2002 al 15 novembre 2004. I capitoli sono stati raccolti in otto volumi tankōbon pubblicati dal 18 gennaio 2003 al 18 ottobre 2004.
In Italia è stata pubblicata da Edizioni BD sotto l'etichetta J-Pop dall'8 ottobre 2008 al 30 giugno 2010.
La serie è stata distribuita anche negli Stati Uniti da Viz Media, a Singapore da Chuang Yi e in Australia da Madman Entertainment.

#### Volumi
| 1 | 18 gennaio 2003 | ISBN 4-09-126651-7 | 8 ottobre 2008   | ISBN 978-88-6123-321-8 |
| 1 | Capitoli - Days 1. La mano destra come fidanzata (右手のコイビト?, Migite no koibito) - Days 2. Una persona speciale (憧れの人?, Akogare no hito) - Days 3. Cane pazzo, il solitario (孤独な狂犬?, Kodoku na kyouken) - Days 4. Distanza tra i banchi (机のキョリ?, Tsukue no kyori) - Days 5. Compagni uniti da un segreto (秘密の仲間?, Himitsu no chuugen) - Days 6. Una cosa importante (大切なもの?, Taisetsu na mono) - Days 7. In due alla sbarra (２人の懸垂?, Futari no kensui) - Days 8. Un uomo triste (哀しい男?, Kanashii otoko) - Days 9. Un giorno silenzioso (静かな１日?, Shizuka na ichinichi) - Days 10. Il bacio del principe (王子の口づけ?, Ouji no Kuchitsuke)                                                                       |                    |                  |                        |
| 2 | 18 aprile 2003 | ISBN 4-09-126652-5 | 18 gennaio 2009  | ISBN 978-88-6634-008-9 |
| 2 | Capitoli - Days 11. Addio, Midori (prima parte) (さよなら美鳥（前編）?, Sayonara Midori (zenpen)) - Days 12. Addio, Midori (seconda parte) (さよなら美鳥（後編）?, Sayonara Midori (kōhen)) - Days 13. La trappola (オトリ作戦?, Otori sakusen) - Days 14. Un lato che non conoscevo (知らない一面?, Shiranai ichimen) - Days 15. Gelatina Boy (ポマード小僧?, Pomādo kozō) - Days 16. Il compito di una moglie (妻の役目?, Tsuma no yakume) - Days 17. Uno sguardo appassionato (情熱の視線?, Jōnetsu no shisen) - Days 18. Un nuovo incubo (悪夢ふたたび?, Akumu futatabi) - Days 19. La vera madre (本当の母親?, Hontō no hahaoya) - Days 20. Il bacio del re (王様のキス?, Ōsama no kisu) - Days 21. Incomunicabilità (伝わらぬ想い?, Tsutawaranu omoi) |                    |                  |                        |
| 3 | 18 luglio 2003 | ISBN 4-09-126653-3 | 15 marzo 2009    | ISBN 978-88-6123-411-6 |
| 3 | Capitoli - Days 22. Attacco audace (悩殺のアタック?, Nōsatsu no atakku) - Days 23. La via del maschio (男の道?, Otoko no michi) - Days 24. Il mistero del corpo (肉体の神秘?, Nikutai no shinpi) - Days 25. Cacciatrice (追う女?, Ou on'na) - Days 26. Fai di me un uomo! (僕を男に！?, Boku o otoko ni!) - Days 27. I gusti di Sawamura (沢村の好み?, Sawamura no konomi) - Days 28. Questa notte... bombe! (今夜はボンバイエ?, Kon'ya wa bonbaie) - Days 29. Esercizi d'amore (愛の教育実習?, Ai no kyōiku jisshū) - Days 30. Esami supplementari (2人の追試?, 2-ri no tsuishi) - Days 31. I desideri dell'anima (魂の意志?, Tamashī no ishi) - Days 32. La vera felicità (本当の幸せ?, Hontō no shiawase)                                                |                    |                  |                        |
| 4 | 18 ottobre 2003 | ISBN 4-09-126654-1 | 12 aprile 2009   | ISBN 978-88-6123-412-3 |
| 4 | Capitoli - Days 33. Ayase all'attacco (綾瀬やります！?, Ayase yarimasu!) - Days 34. La contromossa del prof maniaco (変態博士の逆襲?, Hentai hakase no gyakushū) - Days 35. La mia ragazza (僕の彼女?, Boku no kanojo) - Days 36. La misteriosa fanciulla (幻の美少女?, Maboroshi no bishōjo) - Days 37. Un romantico avventuriero (ロマンの男?, Roman no otoko) - Days 38. Segreto pubblico (公然の秘密?, Kōzen no himitsu) - Days 39. Elegia di due uomini (男達の挽歌?, Otokotachi no banka) - Days 40. Collaborazione amorosa (愛の共同作業?, Ai no kyōdō sagyō) - Days 41. Il samurai (サムライの証?, Samurai no akashi) - Days 42. Noi due soli (2人の世界?, 2-ri no sekai) - Days 43. Che coraggio (負けない勇気?, Makenai yūki)                     |                    |                  |                        |
| 5 | 18 marzo 2004 | ISBN 4-09-126655-X | 12 luglio 2009   | ISBN 978-88-6123-465-9 |
| 5 | Capitoli - Days 44. Il limite (力の限り?, Chikara no kagiri) - Days 45. Odio i cani (犬は大嫌い?, Inu wa daikirai) - Days 46. Una ragazza in carne e ossa (生身の女?, Namami no on'na) - Days 47. Conta su di me (頼れる人?, Tayoreru hito) - Days 48. L'ultimo desiderio (最後の願い?, Saigo no negai) - Days 49. Un destino insieme (結ばれる運命?, Musuba reru unmei) - Days 50. La ragione dell'esistenza (存在理由?, Sonzai riyū) - Days 51. La proposta (プロポーズ?, Puropōzu) - Days 52. Orco americano (アメリカ魂?, Amerika tamashī) - Days 53. Incontro fatale (運命の再会?, Unmei no saikai) - Days 54. La scelta di Kota (耕太の選択?, Kōta no sentaku)                                                                                        |                    |                  |                        |
| 6 | 17 aprile 2004 | ISBN 4-09-126656-8 | 15 novembre 2009 | ISBN 978-88-6123-602-8 |
| 6 | Capitoli - Days 55. Gloria infangata (泥まみれの栄光?, Doromamire no eikō) - Days 56. La cerimonia di premiazione (勝利の儀式?, Shōri no gishiki) - Days 57. Per tutti gli otaku (マニアの鑑?, Mania no kan) - Days 58. Il primo amore di Seiji (正治の初恋?, Masaharu no hatsukoi) - Days 59. Una donna amata (想われる女?, Omowa reru on'na) - Days 60. Cupido (愛のキューピッド?, Ai no Kyūpiddo) - Days 61. Prova di ferocia (野生の証明?, Yasei no shōmei) - Days 62. Situazione di emergenza (緊急事態?, Jǐnjí shìtài) - Days 63. Nuova potenza (新型の力?, Shingata no chikara) - Days 64. Manifestazioni di affetto (愛情表現?, Aijō hyōgen) - Days 65. La scelta di Sawamura (沢村の選択?, Sawamura no sentaku)                                    |                    |                  |                        |
| 7 | 18 giugno 2004 | ISBN 4-09-126657-6 | 30 aprile 2010   | ISBN 978-88-6123-748-3 |
| 7 | Capitoli - Days 66. Una ragazza timida (恥辱の女?, Chijoku no on'na) - Days 67. Telepatia (以心伝心?, I shin den shin) - Days 68. Amori segreti (秘めた思い?, Himeta omoi) - Days 69. Gioco maschio (ケンカ野球?, Kenka yakyū) - Days 70. Padre e figlio (父と息子?, Chichi to musuko) - Days 71. Vere amiche (友の存在?, Tomo no sonzai) - Days 72. Festa d'addio (送別会?, Sōbetsu-kai) - Days 73. Arrivederci, Lucy (さよならルーシィ?, Sayonara Rūshi) - Days 74. Anche la pazienza ha un limite (ガマンの限界?, Gaman no genkai) - Days Special. Midori Days nell'epoca Edo (1603-1867) (花のお江戸の美鳥の日々?, Hana no Oedo no Midori no hibi) |                    |                  |                        |
| 8 | 18 ottobre 2004 | ISBN 4-09-126658-4 | 30 giugno 2010   | ISBN 978-88-6123-513-7 |
| 8 | Capitoli - Days 75. Evviva la sincerità (正正堂堂?, Seiseidōdō) - Days 76. Il cammino verso la felicità (夢の第一歩?, Yume no daiippo) - Days 77. Un genio di ragazza ( 天才少女?, Tensai shōjo) - Days 78. Misure estreme ( 最後の手段?, Saigo no shudan) - Days 79. La migliore delle ragazze (最高の女の子?, Saikō no on'nanoko) - Days 80. Un atteggiamento ambiguo ( あいまいな態度?, Aimaina taido) - Days 81. La dichiarazione (告白?, Kokuhaku) - Days 82. Veri sentimenti (本心?, Honshin) - Days 83. Un'ultima volta (もう一度?, Mōichido) - Days 84. Diario (日記?, Nikki) - Days Final. Nuovi giorni (新しい日々?, Atarashī hibi) |                    |                  |                        |

### Anime
Un adattamento anime di 13 episodi è stato prodotto dallo studio di animazione Pierrot e trasmesso su tvk e altre stazioni UHF dal 3 aprile al 26 giugno 2004. La serie è stata diretta da Tsuneo Kobayashi, presenta il character design di Yuko Kusumoto e la colonna sonora composta da Yoshihisa Hirano. La sigla d'apertura è Sentimental (センチメンタル?, Senchimentaru) cantata dai CooRie mentre quella di chiusura è Mōsukoshi... Mōsukoshi... (もう少し...もう少し...? lett. "Un po' di più... un po' di più...") di Saori Atsumi. In Italia i diritti della serie furono acquistati da Shin Vision che però non riuscì mai a pubblicare la serie anche a causa del fallimento dell'azienda.

#### Episodi
| Nº | Titolo italiano (traduzione letterale) Giapponese 「Kanji」 - Rōmaji                  | In onda        | In onda |
| Nº | Titolo italiano (traduzione letterale) Giapponese 「Kanji」 - Rōmaji                  | Giapponese     |         |
| 1  | La fidanzata della mano destra 「右手no恋人」 - Migite no koibito                     | 3 aprile 2004  |         |
| 2  | L'amore tra noi 「二人no思い」 - Futari no omoi                                       | 10 aprile 2004 |         |
| 3  | Il giorno delle scoperte 「発見no日々」 - Hakken no hibi                              | 17 aprile 2004 |         |
| 4  | La scoperta del segreto!? 「秘密no発覚!?」 - Himitsu no hakkaku!?                     | 24 aprile 2004 |         |
| 5  | Il potere dell'amore 「アイnoチカラ」 - Ai no chikara                                 | 1º maggio 2004 |         |
| 6  | La battaglia d'amore di Shiori! 「栞noラブラブ大作戦!」 - Shiori no Raburabu sakusen! | 8 maggio 2004  |         |
| 7  | Il primo appuntamento 「はじめてnoデート」 - Hajimete no deito                        | 15 maggio 2004 |         |
| 8  | La mano destra di Seiji 「右手noセイジ」 - Migite no seiji                            | 22 maggio 2004 |         |
| 9  | I giorni di Takky 「タッキーno日々」 - Takky no hibi                                  | 29 maggio 2004 |         |
| 10 | La distanza dei cuori 「ココロno距離」 - Kokoro no kyori                              | 5 giugno 2004  |         |
| 11 | La riunione del destino 「運命no再会」 - Unmei no saikai                              | 12 giugno 2004 |         |
| 12 | La separazione improvvisa 「突然no別れ」 - Totsuzen no wakare                         | 19 giugno 2004 |         |
| 13 | I nostri giorni 「二人no日々」 - Futari no hibi                                       | 26 giugno 2004 |         |

## Accoglienza
Carlo Santos di Anime News Network recensendo l'intera serie manga ha affermato che Kazurou Inoue è riuscito a creare una storia fantasiosa, divertente e toccante allo stesso tempo, stabilendo uno standard nei manga comici che i futuri autori avrebbero dovuto tenere a mente. Midori Days poteva risultare troppo carino o fuori dal comune per alcuni lettori, ma l'ingegnosità e l'abilità che ne derivavano erano innegabili .
Stig Høgset di THEM Anime Reviews ha recensito la serie anime, trovandola a volte piuttosto dolce e in grado di far ridere quando non si sforza troppo di farlo. Il cast di personaggi è variegato, ma i principali sono adorabili come chiunque altro, sebbene a volte i dialoghi sono incredibilmente noiosi, finendo per essere superato da School Rumble in termini di umorismo. A differenza di quest'ultimo che va in molte direzioni diverse, Midori Days sceglie di andare sul sicuro, e perciò rimane una serie decente, senza infamia e senza lode. Theron Martin di Anime News Network ha trattato i tre volumi DVD della trasposizione animata. Nel primo, Martin ha trovato che nonostante un gran numero di battute volgari, l'anime si rivela un trattamento divertente e sorprendentemente pulito di una svolta molto strana nella narrazione della commedia romantica shōnen. Il secondo volume invece presenta un calo di qualità rispetto al primo, dato che solo gli episodi 8 e 9 erano validi a livello di comicità e Midori Days finiva nella categoria degli anime commedia romantica che avevano difficoltà a mantenersi ad un alto livello per tutta la serie. Trattando il terzo volume, il redattore ha considerato che la serie ha ripreso il suo ritmo narrativo portandola a una conclusione divertente e molto soddisfacente. Nonostante non tutte le domande abbiano trovato una risposta, i fan della serie non sarebbero rimasti delusi. In conclusione ne ha consigliato la visione a chi è alla ricerca di un anime commedia romantica ed era stanco di serie harem ordinarie.
Jonathon Greenall di CBR.com in un articolo in retrospettiva del 2022, ha affermato che nonostante l'età, l'anime di Midori Days riesce ancora a distinguersi dalle altre commedie romantiche, anche grazie ai suoi personaggi interessanti, dotati di profondità a sufficienza per rendere divertenti le loro interazioni non comiche. Il cast di supporto ben scritto rende la serie piuttosto completa e ricca di momenti divertenti, con una trama ben strutturata e la sua premessa assolutamente surreale che catturano l'attenzione degli spettatori fino alla fine. In conclusione, Greenall ha ritenuto che Midori Days è ancora divertente per via del suo concetto centrale mai utilizzato in nessun'altra serie.